# Norderney

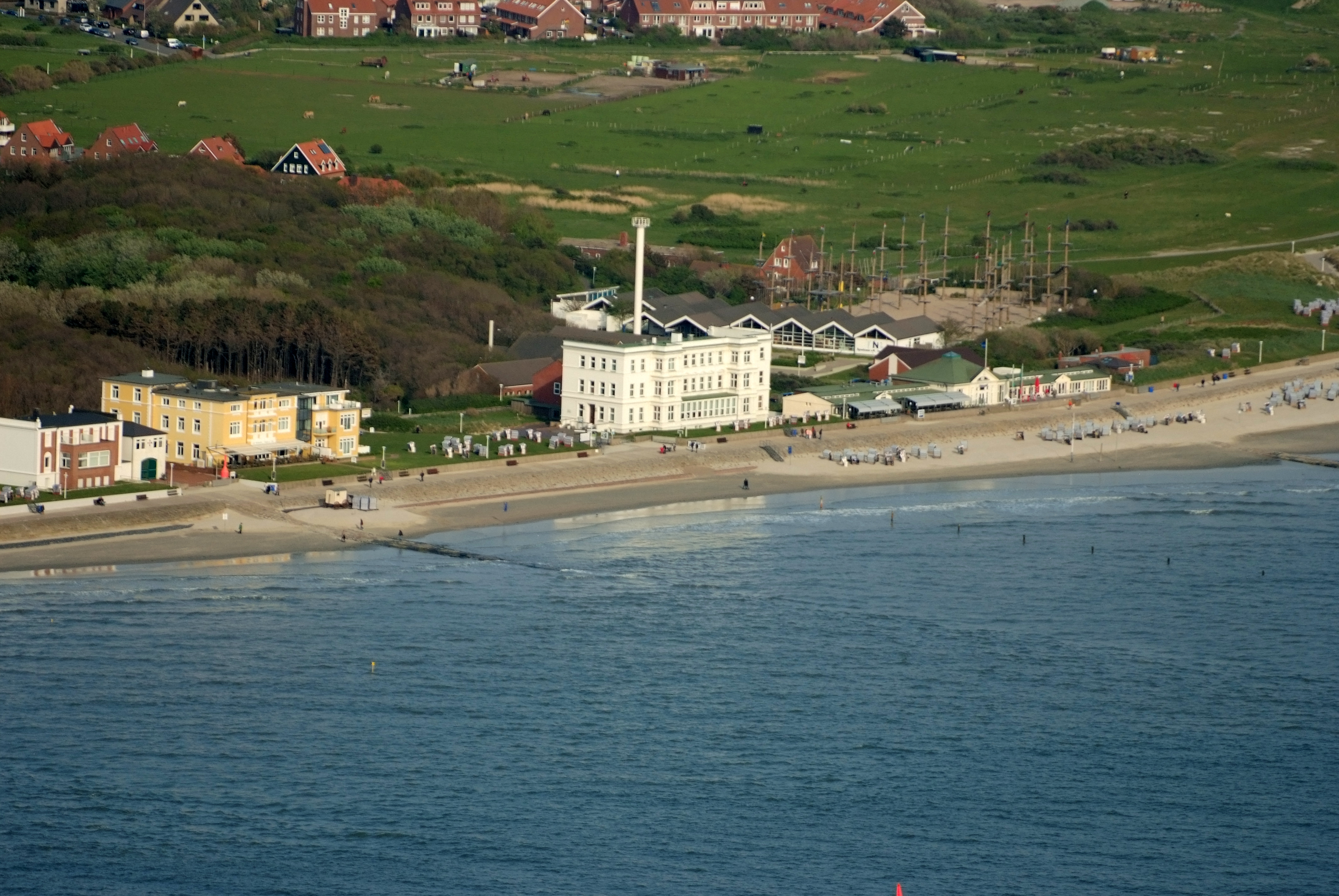
Am Westrand

Norderney (pronunciación en alemán: /ˌnɔʁdɐˈnaɪ̯/ⓘ) es una ciudad situada en las islas Frisias alemanas. Tiene una población estimada, a fines de 2024, de 6188 habitantes.
Se estima que este balneario insular recibe a alrededor de 300 000 visitantes por año. Con más de 3,1 millones de pernoctaciones, Norderney es uno de los mayores destinos turísticos de Baja Sajonia y uno de los mayores balnearios alemanes.
La localidad cuenta con habitantes de 60 nacionalidades. Dispone de numerosos restaurantes, varias tiendas minoristas y un cine. En el este de la isla se encuentran una variedad de playas y un entorno natural.